# Total Electron Content
Il Total Electron Content tradotto come "contenuto totale di elettroni", abbreviato con l'acronimo TEC, è un importante parametro descrittivo della ionosfera terrestre.
Rappresenta il numero totale di elettroni presenti lungo un cammino tra due punti, misurati in unità di elettroni per metro quadro, con 1 TEC unit (TECU) = 1016 elettroni/m2.
Il TEC è fondamentale per determinare la scintillazione ed il ritardo di gruppo di un'onda elettromagnetica attraverso un mezzo.
Per la misurazione del TEC si utilizzano satelliti satelliti GPS sfruttando la tecnica di radio-occultazione.
Il TEC è fortemente influenzato dall'attività solare.